# Заречка-Она
Заречка-Она (мар. Куэрйымал) — деревня в Сернурском районе Республики Марий Эл. Входит в состав Марисолинского сельского поселения.

## География
Находится в северо-восточной части республики Марий Эл на расстоянии приблизительно 9 км на север от районного центра посёлка Сернур.

## История
Основана как выселок из села Марисола в 1864 году. В 1867 году здесь числилось 7 дворов, в 1884 году — 23 двора, 95 человек. В 1925 году в деревне проживали 108 мари и 12 русских. Имелась водяная мельница, работавшая до 1970-х годов. В 1930 году проживали 117 мари и 19 русских. В 2005 году оставались 27 дворов. В советское время работал колхоз имени Карла Маркса и совхоз «Марисолинский».

## Население
Население составляло 82 человека (мари 96 %) в 2002 году, 79 в 2010.